# Menacer
Menacer – pistolet świetlny stworzony do konsoli Sega Mega Drive (Sega Genesis) działający również z jej rozszerzeniami – Mega-CD i 32X. Został wypuszczony na rynek w 1992, jako odpowiedź na Super Scope ze SNES-a.
Pistolet świetlny był bezprzewodowy, działał na 6 baterii AAA. Składał się z kilku części, które można było ze sobą łączyć, tak, by można go było trzymać jako pistolet lub karabin.
Lista gier obsługujących ten kontroler:
- Body Count (Sega Mega Drive)
- Corpse Killer (Sega Mega-CD, Sega Mega-CD 32X)
- Crime Patrol (Sega Mega-CD)
- Mad Dog II: The Lost Gold (Sega Mega-CD)
- Mad Dog McCree (Sega Mega-CD)
- Menacer 6-game cartridge (Sega Mega Drive)
- Monster Hunter (Niewydana)
- Snatcher (Sega Mega-CD)
- T2: The Arcade Game (Sega Mega Drive)
- Who Shot Johnny Rock? (Sega Mega-CD)